# المصنعة (يبعث)

تعديل مصدري - تعديل

المصنعة هي إحدى قرى عزلة يبعث بمديرية يبعث التابعة لمحافظة حضرموت، بلغ تعداد سكانها 75 نسمة حسب تعداد اليمن لعام 2004.